# Calycanthus brockianus
Calycanthus brockianus là một loài thực vật có hoa trong họ Calycanthaceae. Loài này được Ferry & Ferry f. miêu tả khoa học đầu tiên năm 1987.